# 加金基夫齊
49°2′20″N 25°55′36″E / 49.03889°N 25.92667°E
加金基夫齊（烏克蘭語：Гадинківці），是烏克蘭的村落，位於該國西部捷爾諾波爾州，由喬爾特基夫區負責管轄，處於尼奇拉瓦河畔，始建於1648年，面積3.68平方公里，海拔高度300米，2001年人口1,046。